# Tôi yêu nữ phản diện
Tôi yêu nữ phản diện (Nhật: 私の推しは悪役令嬢。 Hepburn: Watashi no Oshi wa Akuyaku Reijō), hay gọi tắt là WataOshi (わたおし)  là loạt tiểu thuyết Nhật Bản được viết bởi Inori và được minh họa bởi Hanagata . Loạt tiểu thuyết được đăng trực tuyến nhiều kỳ từ tháng 1 năm 2018 đến tháng 2 năm 2021 trên trang web xuất bản tiểu thuyết Shōsetsuka ni Narō . Nó đã được xuất bản bởi nhà xuất bản Aichu dưới dạng kỹ thuật số vào tháng 2 năm 2019 .
Chuyển thể manga với minh họa của Anoshimo đã được đăng nhiều kỳ trên Ichijinsha tạp chí yuri manga Truyện tranh Yuri Hime kể từ ngày 18 tháng 6 năm 2020 . Nó đã được tập hợp thành hai tập tankōbon. Light novel và manga đã được cấp phép ở Bắc Mỹ bởi Seven Seas Entertainment. Phiên bản chuyển thể anime được chuyển thể bởi Platinum Vision, và được ra mắt vào ngày 3 tháng 10 năm 2023.

## Cốt truyện
Ōhashi Rei , một nhân viên văn phòng bị chết do lao động quá độ và đột nhiên thấy mình tái sinh thành Rae Taylor, nữ chính trong otome game yêu thích của cô, Revolution. Tuy nhiên, Rae không quan tâm đến ba route lãng mạn ban đầu của trò chơi với các hoàng tử của Vương quốc Bauer. Thay vào đó, cô ấy dành trái tim cho Claire François, nhân vật phản diện chính của trò chơi. Sử dụng kiến thức của mình về các sự kiện sắp diễn ra trong trò chơi, Rae cố gắng mang đến cho Claire một kết thúc có hậu trước khi cuộc cách mạng sắp tới phá hủy mọi cơ hội xảy ra.

## Nhân vật
Rae Taylor (レイ＝テイラー Rei Teirā)
Lồng tiếng bởi: Serizawa Yū
Nữ chính của otome game Revolution. Trước đây là Ōhashi Rei (大橋 零), cô bị chết vì làm việc quá sức và tái sinh thành nhân vật người chơi otome game yêu thích của cô. Rae không quan tâm đến các mục tiêu chinh phục của trò chơi; trên thực tế, cô ấy trở nên phật ý khi họ chú ý đến cô ấy. Thay vào đó, cô ấy muốn mang đến cho Claire François một kết thúc có hậu và đem lòng yêu cô ấy.
Claire François (クレア＝フランソワ Kurea Furansowa)
Lồng tiếng bởi: Nanami Karin
Nhân vật phản diện của trò chơi. Claire là một quý tộc tin vào hệ thống quý tộc hiện tại trong vương quốc và thường có quan điểm thấp đối với thường dân, đặc biệt là Rae. Điều này chỉ khiến cô ấy bối rối và bối rối trước sự quan tâm của Rae dành cho cô ấy.
Misha Jur (ミシャ＝ユール Misha Yūru)
Lồng tiếng bởi: Aimi
Là bạn cùng phòng và cũng là bạn thân nhất của Rae Taylor. Gia đình cô từng là một gia đình quyền quý, nhưng họ trở thành thường dân sau khi thất sủng và trở nên nghèo khó. Cô ấy gần như nhận ra Rae Taylor không phải là bạn cũ của mình nữa; kể từ khi một Rae Taylor khác thức dậy trong cô ấy, Misha tin rằng có điều gì đó không ổn với đầu cô ấy.
Rod Bauer (ロッド＝バウワー Roddo Bauwā)
Người thừa kế ngai vàng lớn tuổi nhất trong hoàng tộc của Vương quốc Bauer. Anh ấy là một người năng động và bắt đầu quan tâm đến Rae Taylor, khiến cô ấy rất thất vọng. Rod là route phổ biến nhất trong trò chơi.
Thane Bauer (セイン＝バウワー Sein Bauwā)
Người thừa kế ngai vàng thứ hai trong hoàng tộc của Vương quốc Bauer. Anh thường khắc kỷ và cảm thấy khả năng của mình thua kém các anh trai của mình, khiến anh ấy mặc cảm về điều đó. Thane được coi là route ít phổ biến nhất trong trò chơi.
Yu Bauer (ユー＝バウワー Yū Bauwā)
Người thừa kế thứ ba trong hoàng tộc của Vương quốc Bauer. Một hoàng tử lôi cuốn và hấp dẫn, người sử dụng sự quyến rũ để che giấu một tâm trí xảo quyệt. Yū là route phổ biến thứ hai trong trò chơi.Ở tập 2 (lightnovel) Yu đã được tiết lộ là nữ giới
Lene Aurousseau (レーネ＝オルソー Rēne Orusō)
Lồng tiếng bởi: Hasegawa Ikumi
Loretta Kugret (ロレッタ＝クグレット Roretta Kuguretto)
Lồng tiếng bởi: Sara Matsumoto
Pipi Barlier (ピピ＝バルリエ Pipi Barurie)
Lồng tiếng bởi: Minami Kurisaka

## Truyền thông

### Light novel
Tôi yêu nữ phản diện ban đầu được đăng trực tuyến nhiều kỳ từ ngày 14 tháng 1 năm 2018 đến ngày 21 tháng 2 năm 2021 trên trang web xuất bản tiểu thuyết do người dùng tạo Shōsetsuka ni Narō.
Năm tập của bộ light novel chính thức đã được xuất bản kỹ thuật số bởi Nhà xuất bản Aichu dưới nhà xuất bản GL Bunko của họ từ ngày 26 tháng 2 năm 2019 đến ngày 26 tháng 8 năm 2021. Bộ light novel có ảnh bìa và hình minh họa bổ sung của Hanagata. Vào năm 2021, Ichijinsha thông báo rằng họ sẽ bắt đầu xuất bản light novel dưới dạng bìa mềm, với tập đầu tiên được phát hành vào ngày 18 tháng 12 năm 2021 dưới nhà xuất bản Ichijinsha Novels của họ. Vào tháng 4 năm 2020, Seven Seas Entertainment thông báo rằng họ đã cấp phép cho light novel ở Bắc Mỹ . Vào ngày 19 tháng 3 năm 2021, Seven Seas đã đưa ra tuyên bố rằng họ sẽ phát hành phiên bản mới của tập một do quyết định bản địa hóa trong bản gốc đã lược bỏ một số đoạn..
| # | Ngày phát hành Tiếng Nhật               | ISBN Tiếng Nhật   |
| - | --------------------------------------- | ----------------- |
| 1 | 26/2/2019 (e-book) 18/12/2021 (bìa mềm) | 978-4-7580-2319-1 |
| 2 | 26/8/2019 (e-book) 17/6/2022 (bìa mềm)  | 978-4-7580-2415-0 |
| 3 | 26/8/2020 (e-book) 16/12/2022 (bìa mềm) | 978-4-7580-2473-0 |
| 4 | 26/2/2021 (e-book)                      | —                 |
| 5 | 26/8/2021 (e-book)                      | —                 |

#### Spin-off
Heimin no kuse ni namaikina! là phần kể lại của bộ truyện gốc dưới góc nhìn của Claire François. Nó bắt đầu xuất bản trực tuyến vào ngày 25 tháng 5 năm 2021 trên Shōsetsuka ni Narō . Nhà xuất bản Aichu đã xuất bản tập light novel đầu tiên dưới dạng kỹ thuật số dưới nhà xuất bản GL Bunko của họ vào ngày 28 tháng 2 năm 2022, với Hanagata quay lại thiết kế bìa và các hình minh họa bổ sung. Tại Anime Expo 2022, Seven Seas Entertainment đã thông báo rằng họ đã cấp phép cho phần ngoại truyện này để xuất bản bằng tiếng Anh .
| # | Ngày phát hành      | ISBN |
| - | ------------------- | ---- |
| 1 | 28/2/2022 (e-book)  | —    |
| 2 | 20/12/2022 (e-book) | —    |
| 3 | 26/9/2023 (e-book)  | —    |

### Manga
Bản chuyển thể manga được viết bởi Inori và được minh họa bởi Anoshimo. Nó bắt đầu được đăng nhiều kỳ trên tạp chí yuri manga của Ichijinsha Truyện tranh Yuri Hime vào ngày 18 tháng 6 năm 2020 . Vào tháng 2 năm 2021, Seven Seas Entertainment thông báo rằng họ cũng đã cấp phép cho manga .
| #  | Ngày phát hành | ISBN                                     |
| -- | -------------- | ---------------------------------------- |
| 1  | 18/12/2020     | 978-4-7580-2193-7                        |
| 2  | 17/6/2021      | 978-4-7580-2263-7                        |
| 3  | 18/12/2021     | 978-4-7580-2318-4                        |
| 4  | 17/6/2022      | 978-4-7580-2433-4                        |
| 5  | 16/12/2022     | 978-4-7580-2479-2                        |
| 6  | 17/5/2023      | 978-4-7580-2540-9                        |
| 7  | 18/10/2023     | 978-4-7580-2613-0 978-4-7580-2614-7 (SE) |
| 8  | 17/4/2024      | 978-4-7580-2696-3                        |
| 9  | 18/10/2024     | 978-4-7580-2776-2                        |
| 10 | 17/4/2025      | 978-4-7580-2881-3                        |

### Anime
Một bộ phim truyền hình chuyển thể anime đã được công bố vào ngày 13 tháng 12 năm 2022. Phim sẽ do Platinum Vision sản xuất và Ōba Hideaki đạo diễn, với kịch bản do Hisao Ayumu  viết, thiết kế nhân vật do Satō Yōko đảm nhận và âm nhạc sáng tác bởi Asakura Noriyuki và Usagi to Uma. Anime được ra mắt vào ngày 3 tháng 10 năm 2023. Bài hát mở đầu là "Raise Y/Our Hands!!", trong khi bài hát kết thúc là "O.C. Optimum Combination", cả 2 đều được trình bày bởi Serizawa Yu và Nanami Karin. Crunchyroll cấp phép cho loạt phim tại khu vực ngoài châu Á.

### Danh sách các tập
| TT. | Tiêu đề                                                                                   | Đạo diễn      | Kịch bản          | Ngày phát hành gốc   |
| --- | ----------------------------------------------------------------------------------------- | ------------- | ----------------- | -------------------- |
| 1   | Chuyển ngữ: "Isekai Seikatsu wa Chototsumōshin" (tiếng Nhật: 異世界生活は猪突猛進。)      | Ōba Hideaki   | Ōba Hideaki       | 3 tháng 10 năm 2023  |
| 2   | Chuyển ngữ: "Meido no Shigoto wa Aijō Hōshi" (tiếng Nhật: メイドの仕事は愛情奉仕。)       | Niwa Motohiko | Niwa Motohiko     | 10 tháng 10 năm 2023 |
| 3   | Chuyển ngữ: "Watashi no Koi wa Shichiten Hakki" (tiếng Nhật: 私の恋は七転八起。)          | Ōba Hideaki   | Ōba Hideaki       | 17 tháng 10 năm 2023 |
| 4   | Chuyển ngữ: "Mamono no Shūgeki wa Yudantaiteki" (tiếng Nhật: 魔物の襲撃は油断大敵。)      | Niwa Motohiko | Niwa Motohiko     | 24 tháng 10 năm 2023 |
| 5   | Chuyển ngữ: "Kishidan Shiken wa Haranbanjō" (tiếng Nhật: 騎士団試験は波瀾万丈。)          | Ōba Hideaki   | Ōba Hideaki       | 31 tháng 10 năm 2023 |
| 6   | Chuyển ngữ: "Himitsu no Wake wa Tagon Muyō" (tiếng Nhật: 秘密の理由は他言無用。)          | Niwa Motohiko | Niwa Motohiko     | 7 tháng 11 năm 2023  |
| 7   | Chuyển ngữ: "Gakusai no Kimete wa Gyakuten Kissa" (tiếng Nhật: 学祭の決め手は逆転喫茶。)  | Niwa Motohiko | Yoshikawa Hiroaki | 14 tháng 11 năm 2023 |
| 8   | Chuyển ngữ: "Uzumaku Nagare wa Kenbōjussū" (tiếng Nhật: 渦巻く流れは権謀術数。)           | Ōba Hideaki   | Ōba Hideaki       | 21 tháng 11 năm 2023 |
| 9   | Chuyển ngữ: "Watashi no Omo wa Eien Fuhen" (tiếng Nhật: 私の主は永遠不変。)               | Niwa Motohiko | Niwa Motohiko     | 28 tháng 11 năm 2023 |
| 10  | Chuyển ngữ: "Aratana Koigataki wa Kanpeki Chōjin." (tiếng Nhật: 新たな恋敵は完璧超人。)   | Ōba Hideaki   | Yoshikawa Hiroaki | 28 tháng 11 năm 2023 |
| 11  | Chuyển ngữ: "Koi no Surechigai wa Zettai Zetsumei" (tiếng Nhật: 恋のすれ違いは絶体絶命。) | Ōba Hideaki   | Yoshikawa Hiroaki | 12 tháng 12 năm 2023 |
| 12  | Chuyển ngữ: "Watashi to Oshi wa Sōshisōai" (tiếng Nhật: 私と推しは相思相愛。)             | TBA           | TBA               | 19 tháng 12 năm 2023 |

## Tiếp nhận
Trong Fall 2020 Light Novel Guide của Anime News Network, bộ này nhìn chung đã được đón nhận tích cực, mặc dù không mạnh bằng các tác phẩm yuri khác được phát hành vào thời điểm đó. Tuy nhiên, người ta lưu ý rằng "nếu cả Rae và Claire đều bắt đầu gần như cực kỳ khó thích, thì họ sẽ trải qua đủ sự thay đổi vào khoảng giữa cuốn tiểu thuyết khiến họ dễ dàng bắt rễ hơn nhiều.".
Vào tháng 3 năm 2021, Tôi yêu nữ phản diện đứng thứ 5 trong Top 10 người hâm mộ manga muốn được chuyển thể theo Anime Japan . Vào tháng 6 năm 2021, bộ truyện được đề cử cho hạng mục Manga in hay nhất trong Tsugi ni kuru Manga Taishō và xếp thứ 17 trong số 50 đề cử.  cũng được đề cử cho giải thưởng tương tự và đứng thứ 8 trong số 50 đề cử vào năm 2022.